# Andrew Schotter
Andrew Schotter (* 6. Juni 1947) ist ein US-amerikanischer Ökonom.

## Leben
Schotter absolvierte einen B.S.-Studiengang in Wirtschaftswissenschaften an der Cornell University mit Abschluss 1969. 1971 erlangte er an der New York University einen M.A.-Abschluss. Dort promovierte er sich dann 1973 zum Ph.D. in Wirtschaftswissenschaften. 1974 war Schotter als Assistenzprofessor an der Syracuse University tätig, von 1975 bis 1979 in derselben Position an der New York University. Dort war er anschließend bis 1987 Associate Professor.
Seit 1988 ist er ordentlicher Wirtschaftsprofessor an der New York University sowie Direktor des dortigen Center for Experimental Social Science (C.E.S.S.). Er bekleidete diverse Gastprofessuren im Ausland und diverse Positionen in einschlägigen Fachvereinigungen, so war er von 1999 bis 2001 Präsident der Economic Science Association.

## Forschungen
Schotter beschäftigt sich mit Spieltheorie im Kontext experimenteller Wirtschaftsforschung, Mikroökonomie und mathematischen Theorien im Bereich der Institutionenökonomie.

## Publikationen (Auswahl)
- Micro-Economics: A Modern Approach, HarperCollins Publishers, 1. Auflage 1993 (Übersetzungen in Italienisch 1995, Spanisch und Französisch 1996). ISBN 978-0-324-31584-4.
- Free Market Economics: A Critical Appraisal, St. Martin’s Press, 1. Auflage 1984 (Übersetzungen in Spanisch 1988, Italienisch 1991, Rumänisch 1996, Arabisch 1999 und Chinesisch 2011). ISBN 978-0-312-30370-9.
- The Economic Theory of Social Institutions, Cambridge University Press, 1981 (Übersetzung in Chinesisch 2003). ISBN 978-0-521-23044-5.